# Frankie Amaya
Franuel Amaya, conocido como Frankie Amaya, (Santa Ana, California, Estados Unidos, 26 de septiembre de 2000) es un futbolista estadounidense de origen mexicano que juega como mediocampista en el Los Ángeles Football Club de la Major League Soccer de Estados Unidos a préstamo del Deportivo Toluca Fútbol Club. Fue parte de la selección sub-20 de Uruguay campeona del mundo en 2023.

## Trayectoria

### Juvenil y amateur
Amaya jugó en el club de fútbol Pateadores SC en el Condado de Orange, California. Con el club, ganó la Conferencia Oeste de la región y fue nombrado el Mejor XI de la Conferencia Oeste. Antes del Campeonato nacional de fútbol masculino de la División I de la NCAA, TopDrawerSoccer.com incluyó a Amaya en una de las cuatro estrellas y ocupó el puesto número seis en general en el Top 150 de la Academia IMG para su promoción. Amaya también fue incluido en la lista de TDS como el jugador de club número uno en el sur de California y el mediocampista número cuatro a nivel nacional.
Durante la temporada 2018, Amaya hizo 14 apariciones con UCLA, 10 de las cuales fue titular. Amaya hizo su debut en el fútbol universitario el 24 de agosto de 2018 contra Coastal Carolina. Con UCLA, Amaya anotó dos veces, y su primer gol llegó el 22 de septiembre de 2018, contra UC Santa Bárbara en la derrota por 1-3. Amaya anotó dos asistencias en la temporada, la primera el 28 de agosto de 2018 contra UC San Diego y la segunda el 13 de octubre de 2018 contra San Diego State. Amaya no apareció en más partidos con UCLA después del 28 de octubre, ya que se unió a la selección Sub-20 de EE. UU. para el Campeonato Sub-20 de la Concacaf de 2018.

### Cincinnati
El 4 de enero de 2019, Amaya firmó un contrato Generación Adidas con la Major League Soccer renunciando a sus últimos tres años de elegibilidad universitaria. El 11 de enero de 2019, fue seleccionado en primer lugar en el SuperDraft de la MLS 2019 por el FC Cincinnati.
El 16 de julio de 2020, Amaya anotó su primer gol profesional con el FC Cincinnati en la fase de grupos del MLS is Back Tournament contra el Atlanta United, en el que fue el único gol del partido, la victoria por 1-0 del FC Cincinnati.

### New York Red Bulls
El 9 de abril de 2021, se rumoreaba que Amaya sería traspasado del FC Cincinnati a los New York Red Bulls. El intercambio, se confirmó oficialmente el 20 de abril, fue a cambio de $950,000 en dinero de asignación general, con $125,000 adicionales de dinero de asignación potencial dependiendo de los incentivos de desempeño. El 25 de abril de 2021, Amaya hizo su primera aparición con Nueva York en la derrota por 3-2 ante Los Angeles Galaxy. El 8 de mayo de 2021, marcó su primer gol con Nueva York en la victoria por 2-0 sobre el Toronto FC.
El 24 de junio de 2023, Amaya registró su primer partido de dos goles de su carrera, anotando para Nueva York en la victoria por 4-0 sobre el Atlanta United. Su segundo gol del partido fue el gol número 1.500 de Nueva York en la historia del club en competiciones. Como resultado de su actuación fue seleccionado en el equipo de la MLS del Match Day. El 8 de julio de 2023, Amaya anotó un gol y una asistencia en la victoria por 2-1 sobre el New England Revolution. Después de su gran actuación del encuentro fue nuevamente nombrado en el MLS del Match Day.

## Selección nacional

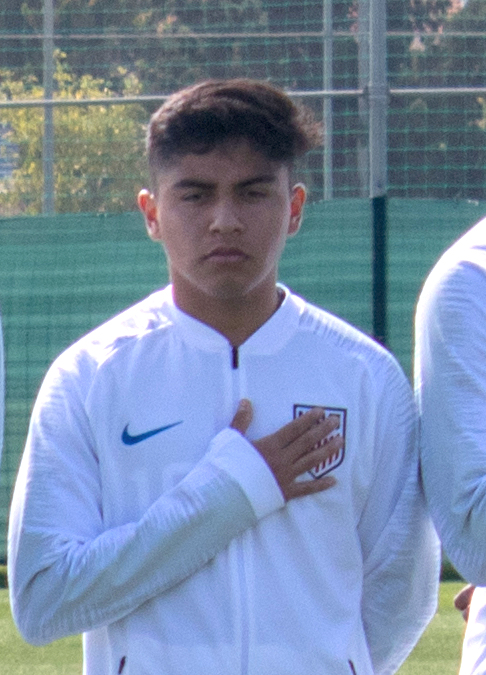
Amaya con la selección masculina sub-20 de Estados Unidos en 2019

Amaya debutó con la Selección sub-20 de Estados Unidos el 21 de marzo de 2018, contra Francia. También fue incluido en el equipo para el Campeonato Sub-20 de la Concacaf en noviembre de 2018.
El 30 de noviembre de 2020 Amaya fue convocado por la selección absoluta de Estados Unidos para un amistoso contra El Salvador. El 1 de diciembre fue retirado del plantel tras contraer COVID-19 y fue reemplazado por Andrés Perea.

## Clubes
Actualizado al último partido disputado en la temporada 2024.
| Club                      | País           | Año           | Partidos | Goles |
| ------------------------- | -------------- | ------------- | -------- | ----- |
| F. C. Cincinnati          | Estados Unidos | 2019-21       | 40       | 1     |
| Orange County SC (cedido) | Estados Unidos | 2019          | 2        | 0     |
| New York Red Bulls        | Estados Unidos | 2021-presente | 85       | 8     |

## Vida personal
Nacido en los Estados Unidos es de padres mexicanos, Amaya tiene ciudadanía estadounidense y Mexicana.